# Teba (Hiszpania)
Teba – gmina w Hiszpanii, w prowincji Malaga, w Andaluzji, o powierzchni 142,95 km². W 2011 roku gmina liczyła 4128 mieszkańców.